# 주대환
주대환(周大煥, 1954년 6월 1일 ~ )은 사회민주주의연대 공동대표를 지낸 노동운동가로 현재 ‘죽산 조봉암 선생 기념사업회’ 부회장으로 활동하고 있다.

## 생애
1954년 경남 함안 출생으로 마산중학교와 마산고등학교를 졸업하고, 1973년 서울대 종교학과에 입학하여 학생운동에 참여했다. 1986년 <인천민주노동자연맹>, 1992년 <한국노동당 창준위>, <진보정당추진위원회>, 1997년 <국민승리 21 마창지부>, 2000년 총선 <권영길선거대책본부>를 거쳐 2001년부터 <마산합포구 지구당> 위원장을 맡았다. 1990년대 이후 ‘사민주의’, ‘사회적 민주주의’를 표방하고 있다.
그는 민청학련 사건(1974), 긴급조치 9호 위반(1978), 부마항쟁(1979) 등으로 4차례 구속됐다.
저서로는 [87, 88년 정치 위기와 노동운동](공저, 거름 1989), [사회주의자의 실천 1, 2](공저, 일빛 1991), [진보정치의 논리](현장문학, 1994), [자랑스런 나라는 정직한 사람이 만든다](우정미디어, 1995), [진보정당은 비판적 지지를 넘어설 수 있는가](이후, 2002) 등이 있다.

## 학력
- 1961 ~ 1967 마산성호초등학교 졸업
- 1967 ~ 1970 마산중학교 졸업
- 1970 ~ 1973 마산고등학교 졸업
- 1973 ~ 1985 서울대학교 종교학과 학사

## 주요 약력
- 1992년 한국노동당 창당준비위원장
- 개혁신당 창원을 지구당 위원장
- 2000년 권영길 창원을 국회의원후보 선거대책본부장
- 2004년 민주노동당 당무위원 겸 정책위원장
- 청년연합 36.5 자문위원
- 사회민주주의연대 공동대표
- 2018년 바른미래당 당무감사위원회 위원장
- 2019년 4월 ~ 플랫폼 자유와 공화 공동의장
- 2019년 6월 바른미래당 혁신위원회 위원장
- 이승만대통령기념관 건립추진위원회 추진위원

## 저서
- 시민을 위한 한국현대사(2017년)
- 좌파논어(2014년)
- 대한민국을 사색하다(2008년)
- 진보정당은 비판적지지를 넘어설 수 있는가?(2002년)
- 자랑스런 나라는 정직한 사람이 만든다 (1996년)
- 진보정치의 논리(1995년)
- 87,88년 정치위기와 노동운동(1989년)

## 역대 선거 결과
|  | 6.9% |

|  | 10.66% |

|  | 12.81% |